# Jaworowy Szczyt
Jaworowy Szczyt (słow. Javorový štít, niem. Krotenseespitze, węg. Varangyos-tavi-csúcs) – słowacki szczyt o wysokości 2418 m n.p.m. (według wcześniejszych pomiarów 2417 m) w głównej grani Tatr, położony pomiędzy Małym Jaworowym Szczytem (Malý Javorový štít) a Ostrym Szczytem (Ostrý štít).

## Topografia
Od Małego Jaworowego Szczytu wierzchołek jest oddzielony przełęczą Rozdziele (Javorová škára), głęboko wciętą w niemal poziomą grań szczytową. Bliżej Rozdziela znajduje się niższy zachodni wierzchołek, Pośredni Jaworowy Szczyt (Prostredný Javorový štít). Na wschód od niego, za płytką Jaworową Szczerbiną (Javorová štrbina), położony jest główny wierzchołek. Od Małego Ostrego Szczytu w masywie Ostrego Szczytu jest on oddzielony Jaworową Przełęczą (Javorové sedlo).

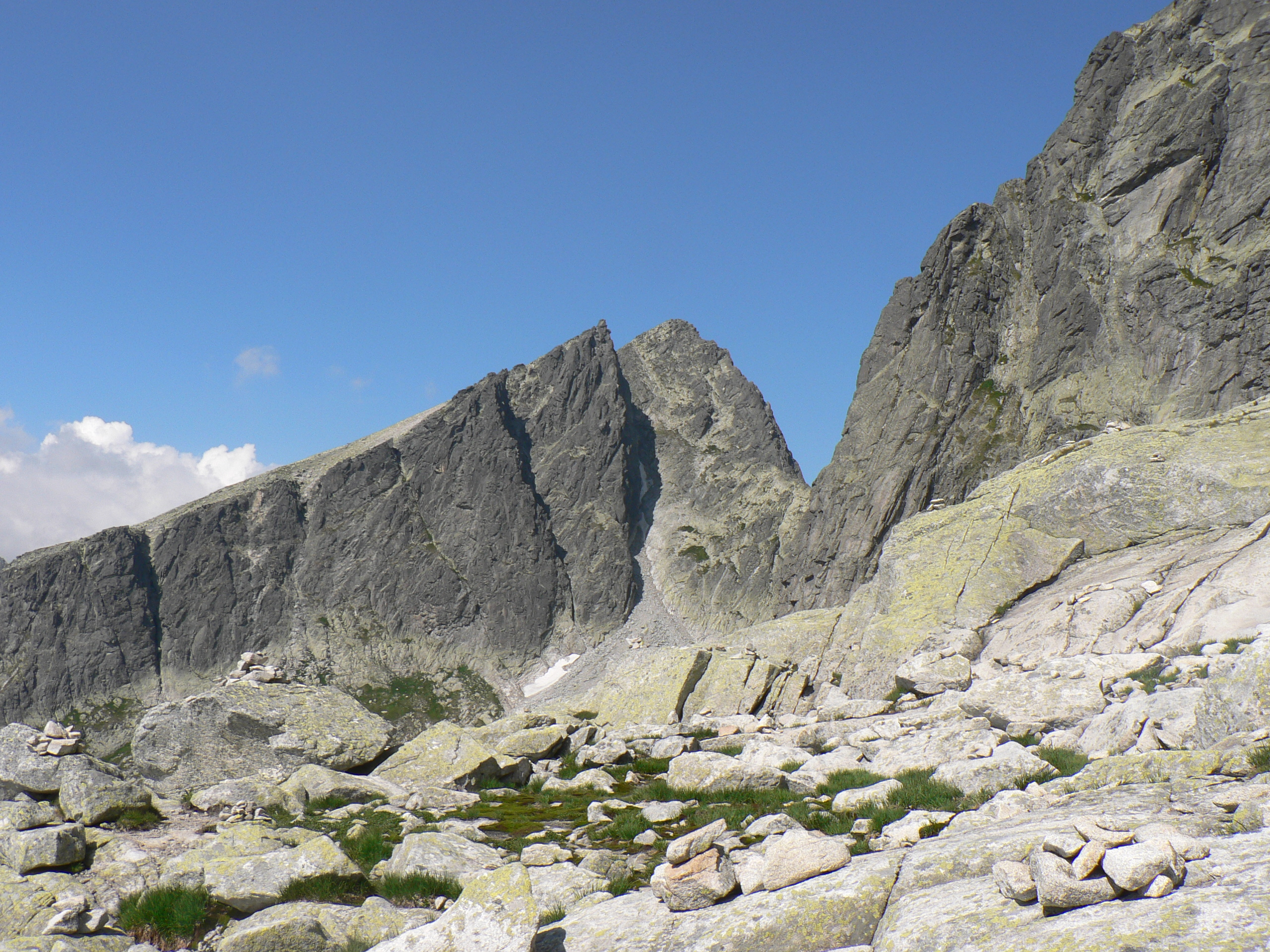
Jaworowy Szczyt widziany od wschodu

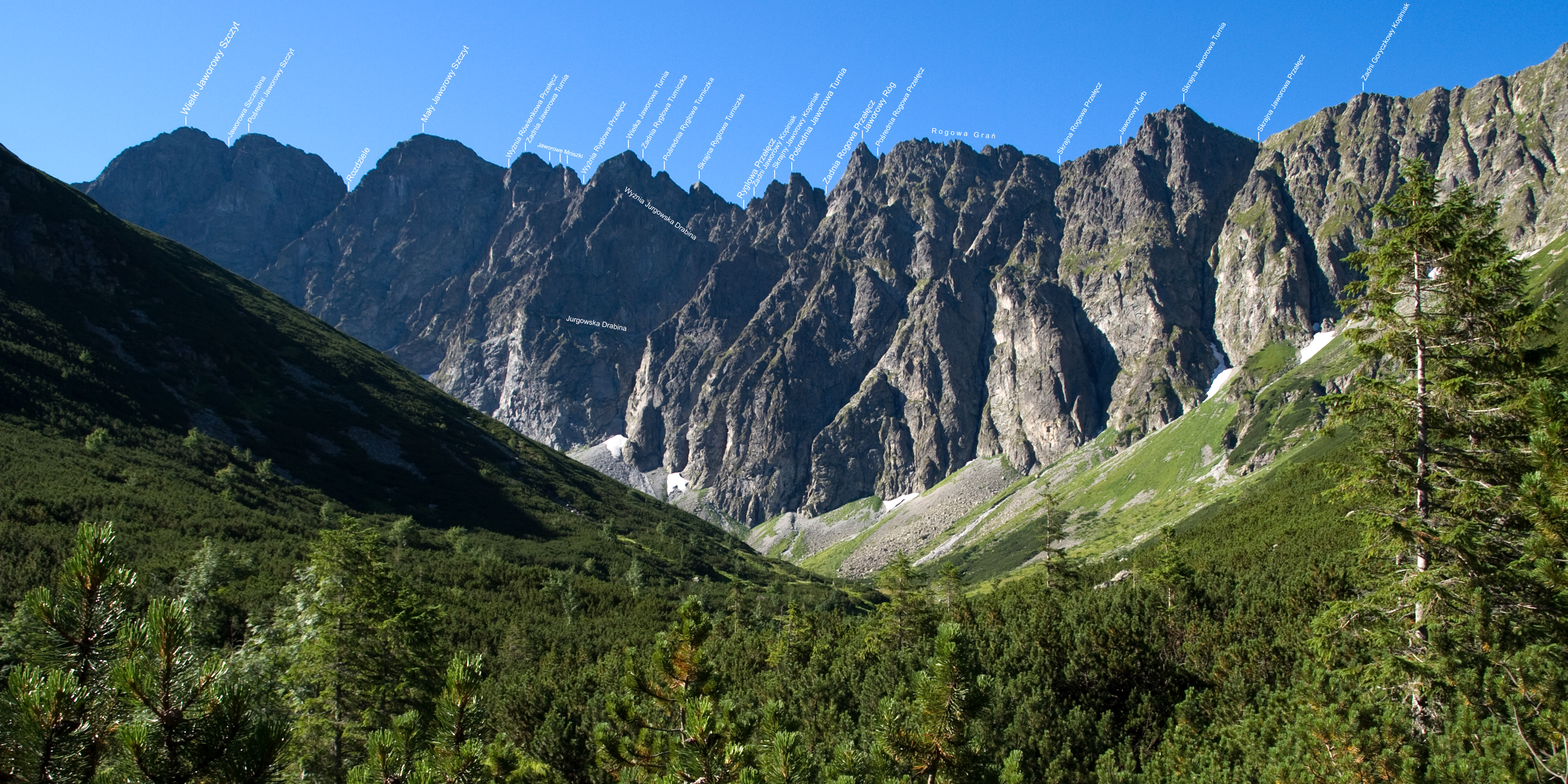
Jaworowy Szczyt i Jaworowy Mur

Zbocza opadają w kierunku dolin: Zadniej Jaworowej (Zadná Javorová dolina) i Staroleśnej (Veľká Studená dolina). Północne ściany schodzące do Doliny Jaworowej tworzą wysokie (ok. 400 m) urwiska, którymi poprowadzono znane drogi taternickie. Razem ze ścianami Małego Jaworowego Szczytu i Jaworowych Turni tworzą one Jaworowy Mur – jeden z najpotężniejszych murów skalnych w Tatrach. W kierunku Doliny Staroleśnej, na południowy wschód od wierzchołka Jaworowego Szczytu odchodzi granitowa Siwa Grań o długości kilkuset metrów, kończąca się w pobliżu szlaku turystycznego poprowadzonego z przełęczy Czerwona Ławka (Priečne sedlo) do Schroniska Zbójnickiego. Znajdują się w niej kolejno: Siwy Przechód, Siwa Kopa, Siwa Ławka, Siwy Mnich, Siwa Szczerbina i Siwy Mniszek. Na południowy zachód od grani rozciąga się Jaworowa Galeria, pochyły taras ograniczony z dołu Jaworowymi Basztami. W grani opadającej od głównego wierzchołka na Jaworową Przełęcz znajdują się niewielkie Siwe Czuby (Sivé zuby), oddzielone trawiastymi Siwymi Wrótkami (Sivé vrátka).

## Historia i nazewnictwo
Pierwsze odnotowane wejścia – krakowianin Karol Englisch z matką Antoniną i przewodnikiem Johannem Hunsdorferem 13 sierpnia 1897 r., zimą węgierscy taternicy: Gyula Hefty i Gyula Komarnicki 9 grudnia 1911 r. Do najważniejszych dróg w masywie należy m.in. te wyznaczone w 1932 r. na północnej ścianie przez Wiesława Stanisławskiego. W zimie pierwszy raz ścianą tą weszli Zbigniew Korosadowicz i Jan Staszel 5–7 stycznia 1933 r.
Nazwa szczytu związana jest z położoną poniżej Doliną Jaworową.